# Hồ Ogawara
Hồ Ogawara (小川原湖 Ogawarako) là hồ thuộc tỉnh Aomori, Nhật Bản.